# Bahnstrecke Kleinleipisch–Lauchhammer Süd
| Streckenlänge: | 5,1 km              |                                                                                |                                                  |
| Spurweite: | 900 mm (Schmalspur) |                                                                                |                                                  |
| Stromsystem: | 1200 V =            |                                                                                |                                                  |
| Streckengeschwindigkeit: | 30 km/h             |                                                                                |                                                  |
| |                     |                                                                                |                                                  |
| \| \| \| Bahnstrecke Tröbitz–Kleinleipisch und Bahnstrecke Kleinleipisch–Klettwitz Nord \| \| \| \| \| \| \| \| \| 0,0 \| Bbf Kleinleipisch (Stw3)[1] \| Bbf Kleinleipisch (Stw3)[1] \| \| \| 0,4 \| Bahnstrecke Plessa–Kleinleipisch \| Bahnstrecke Plessa–Kleinleipisch \| \| \| 2,6 \| Graben \| Graben \| \| \| 3,7 \| Hammergraben \| Hammergraben \| \| \| 3,8 \| Bk Stw 1 \| Bk Stw 1 \| \| \| 4,3 \| Bk Stw 31 \| Bk Stw 31 \| \| \| 4,5 \| Bahnstrecke Senftenberg–Lauchhammer-Süd (Stw 33) \| Bahnstrecke Senftenberg–Lauchhammer-Süd (Stw 33) \| \| \| 5,1 \| Gleisende hinter Kw69 \| Gleisende hinter Kw69 \| |                     |                                                                                |                                                  |
| |                     | Bahnstrecke Tröbitz–Kleinleipisch und Bahnstrecke Kleinleipisch–Klettwitz Nord |                                                  |
| |                     |                                                                                |                                                  |
| Dienststation / Betriebs- oder Güterbahnhof (Strecke außer Betrieb) | 0,0                 | Bbf Kleinleipisch (Stw3)                                                       | Bbf Kleinleipisch (Stw3)                         |
| Abzweig geradeaus und nach rechts (Strecke außer Betrieb) | 0,4                 | Bahnstrecke Plessa–Kleinleipisch                                               | Bahnstrecke Plessa–Kleinleipisch                 |
| Brücke über Wasserlauf (Strecke außer Betrieb) | 2,6                 | Graben                                                                         | Graben                                           |
| Brücke über Wasserlauf (Strecke außer Betrieb) | 3,7                 | Hammergraben                                                                   | Hammergraben                                     |
| Blockstelle (Strecke außer Betrieb) | 3,8                 | Bk Stw 1                                                                       | Bk Stw 1                                         |
| Blockstelle (Strecke außer Betrieb) | 4,3                 | Bk Stw 31                                                                      | Bk Stw 31                                        |
| Abzweig geradeaus und von links (Strecke außer Betrieb) | 4,5                 | Bahnstrecke Senftenberg–Lauchhammer-Süd (Stw 33)                               | Bahnstrecke Senftenberg–Lauchhammer-Süd (Stw 33) |
| | 5,1                 | Gleisende hinter Kw69                                                          | Gleisende hinter Kw69                            |

Die Bahnstrecke Kleinleipisch–Lauchhammer Süd war eine schmalspurige elektrische Förderbahn der Lausitzer Grubenbahn mit 900 mm Spurweite.
Die Strecke berührte die heutigen Ortsbereiche von Kleinleipisch und Lauchhammer. Sie war effektiv 5,1 Kilometer lang und diente als Verbindungsbahn von dem Tagebau Klettwitz-Nord zu den Brikettfabrik und Kraftwerk 69 in Lauchhammer. Sie war aber auf Grund ihrer Streckenstruktur (zweigleisige Betriebsführung von Stw. 31 bis Stw.1) ein nicht unbedeutender Lieferant des Kraftwerkes. Sie bestand von 1952 an bis Ende 1992. Sie wurde danach vollständig abgebaut.

## Geschichte

### Entstehung
Diese Strecke war nicht der Hauptlieferant der Brikettfabrik 69, die schon ab 1927 Kohle von dem Tagebau Friedländer bezog. Da Streckenbeschreibungen fehlen, ist die genaue Eröffnungszeit nicht bekannt.

### Erweiterung nach dem Zweiten Weltkrieg
Der Anlass für den weiteren Braunkohlebedarf in der DDR bildete die Produktion der Großkokerei Lauchhammer, die große Mengen von Braunkohle in Form von Briketts benötigte. Es gab auch eine acht Kilometer lange Kettenbahn von der Brikettfabrik 69 zur Großkokerei. Zu einem nicht bekannten Zeitpunkt wurde die verbindende Bahnstrecke Kleinleipisch–Brikettfabrik 69 gebaut. Die Strecke war zwischen dem besetzten Stellwerk 3 und dem ferngesteuerten Stellwerk 1 eingleisig, danach bis zum Ende zweigleisig. Der Bahnhof Stw. 31 besaß ein Umfahrungsgleis, sodass die Kohlenzüge nicht von Kleinleipisch geschoben werden mussten.
Die Oberleitungsspannung war während der Zeit der DDR auf 1200 V Gleichspannung standardisiert, die Züge mit Lokomotiven der Bauart LEW EL 3 bespannt. Diese beförderten Kipper-Kohlewagen der Gothaer Waggonfabrik mit einem Fassungsvermögen von 56 Kubikmetern.

### Gegenwart
1992 wurde die Brikettfabrik 69 geschlossen und danach abgebaut, ebenso wie die Bahnstrecke.
Heute ist die ehemalige Bahnstrecke, die südlich um Lauchhammer herumführte, von Umgehungsstraßen um den Ort geprägt. Bezeichnend hat ein Teil der ehemaligen Strecke die Bezeichnung Neben dem Kohlebahnweg.